# Catocala afghana
Catocala afghana és una espècie de papallona nocturna de la subfamília Erebinae i la família Erebidae. Es troba al Pakistan.